# Hiromi Tsuru
Pour les articles homonymes, voir Tsuru (homonymie).
Hiromi Tsuru (鶴 ひろみ, Tsuru Hiromi), née le 29 mars 1960 à Chitose et morte le 16 novembre 2017 à Chūō-ku (Tokyo),,, était une seiyū japonaise.
Elle travaillait pour Aoni Production. 
Elle était notamment connue pour ses doublages dans Saint Seiya, Dragon Ball, Love Hina, Kimagure orange road. 
Hiromi Tsuru a été découverte inconsciente au volant de sa voiture le soir du 16 novembre 2017, sur le bord du périphérique (Route C1 (en)) près du quartier d'affaires Nihonbashi à Tokyo, sans relever de traces apparentes d'accident routier. Son décès est constaté durant son transport en ambulance vers l'hôpital le plus proche. L'autopsie attribuera sa mort à une dissection aortique, forme rare de déchirure de l'aorte qui conduit à une hémorragie interne fatale. 

## Doublage

### Animation
- Dragon Ball (Bulma et Piccolo (enfant))
- Dragon Ball Z (Bulma, Bra, Kaioshin de l'Ouest et Trunks (bébé))
- Dragon Ball Super (Bulma, Tights et Bra)
- Dragon Ball GT (Bulma)
- Ghost Sweeper Mikami (Mikami Reiko)
- Kimagure orange road (Madoka Ayukawa)
- Love Hina (Mère de Shinobu)
- Ranma ½ (Ukyō Kuonji et Kaori Daikoku)
- One Piece (Shakky)
- Saint Seiya (Thétis et June)
- Saint Seiya Omega
- Samurai champloo
- Trigun (Meryl Stryfe)
- Animatrix (Trinity)
- Golden Boy (manga) (Mme la présidente)

### Jeux
- Metal Gear Solid (Naomi Hunter)
- Metal Gear Solid 4: Guns of the Patriots (Naomi Hunter)
- Tekken Tag Tournament (Julia Chang)